# Vienne-en-Arthies
Vienne-en-Arthies egy község Franciaországban. Lakosainak száma 360 fő (2022. január 1.).

## Földrajza
Vienne-en-Arthies Villers-en-Arthies, Saint-Cyr-en-Arthies és Vétheuil községekkel határos.